# Австрийско-испанские отношения
Австрийско-испанские отношения — двухсторонние дипломатические отношения между Австрийской республикой и Королевством Испания. Государства являются членами Совета Европы, ЕС, ОЭСР, ООН.

## История отношений
Исторические отношение между двумя странами начали развиваться в период господства Габсбургов в испанской монархии, начиная с XVI века.

## Договорно-правовая база
Также между странами заключены ряд соглашений и протоколов:
- о культурном и научном сотрудничестве;
- о взаимодействии в вопросах гражданского права и судебного права;
- о взаимодействии таможенных служб;
- о взаимодействии в социальной сфере;
- о взаимодействии в фискальной политике и вопросах экономики;
- о взаимном признании разрешений двух стран на эксплуатацию любительских радиостанций в радиовещании;
- о взаимодействии в транспортной сфере;
- о взаимодействии в области здравоохранения;
- о сотрудничестве в борьбе с терроризмом;
- о обмене секретной информацией;
- о транспортировании отходов;

В настоящее время между государствами подписано 29 юридических документа, 19 из которых — межправительственные соглашения.

## Торгово-экономические отношения
За 2022 год товарооборот между двумя странами составил 2,2 млдр. долл.
Основными статьями импорта являются машиностроение, электрические приборы и материалы, агропродукция, фармацевтика.
Основными статьями экспорта являются товары и услуги (транспортные, технические, коммерческие), автомобили, сырье.
Осуществляется взаимодействие двух стран от взаимного двойного налогоблажения на налоги от имущества и доходов; транзитных сертификатов.

## Культурно-гуманитарное сотрудничество
По взаимному соглашению страны осуществляют охрану литературных и культурных памятников двух стран, развивают сотрудничество в области кинематографии.

## Дипломатические миссии
Австрия, помимо посольства в Мадриде, имеет генеральное консульство в Барселоне и почетные консульства в Бильбао, Лас-Пальмас-де-Гран-Канария, Малаге, Пальма-де-Майорке, Севилье и Валенсии.
Испания имеет посольство в Вене с консульским отделом, а также почетные консульства в Санкт-Пёльтене, Линце, Зальцбурге, Ранквайле, Инсбруке и Граце.